# Pardomuan II
Pardomuan II is een bestuurslaag in het regentschap Aceh Tenggara van de provincie Atjeh, Indonesië. Pardomuan II telt 879 inwoners (volkstelling 2010).